# Bon Voyage (álbum de Melody's Echo Chamber)
Bon Voyage es el segundo álbum de Melody's Echo Chamber, proyecto en solitario de la música francesa Melody Prochet. Fue lanzado por Fat Possum Records el 15 de junio de 2018. Su lanzamiento fue retrasado debido a que Prochet sufrió un accidente.

## Historia
Los planes de Prochet para grabar un segundo álbum de estudio datan desde finales del 2014, cuando el sencillo titulado "Shirim" fue lanzado.
En abril de 2017, Prochet publica en YouTube el sencillo "Cross My Heart". Se esperaba que Bon Voyage fuera lanzado ese año, pero fue pospuesto debido a que Melody tuvo un accidente, donde sufrió un aneurisma cerebral y una vértebra rota. Adicionalmente, su tour fue cancelado.
La fecha de salida del álbum fue anunciada formalmente el 3 de abril de 2018, junto con la salida del sencillo "Breathe In, Breathe Out". Acerca de este sencillo, Prochet escribió lo siguiente: “Estoy encantada de compartir este video para el nuevo sencillo ‘Breathe In/Breathe Out’, una pequeña fábula animada que grandiosamente resuena junto con la grabación. Gracias a Daniel Foothead y su equipo por este pequeño peregrino y la historia de su musa. Con todo mi amor, Melody.”
Finalmente, Bon Voyage fue lanzado el 15 de junio de 2018.

## Listado de temas
Todas las letras escritas por Melody Prochet, toda la música compuesta por Melody's Echo Chamber. 
| N.º | Título                                                 | Duración |  |
| 1.  | «Cross My Heart»                                       | 6:55     |  |
| 2.  | «Breathe In, Breathe Out»                              | 2:50     |  |
| 3.  | «Desert Horse»                                         | 5:15     |  |
| 4.  | «Var Har Du Vart?»                                     | 1:28     |  |
| 5.  | «Quand Les Larmes D'un Ange Font Danser La Neige»      | 7:07     |  |
| 6.  | «Visions of Someone Special, On a Wall of Reflections» | 4:55     |  |
| 7.  | «Shirim»                                               | 4:47     |  |

## Colaboradores
- Melody Prochet[10]
- Fredrik Swahn[10]
- Reine Fiske[10]
- Nicholas Allbrook[10]